# Beagle Boyok
A Beagle Boyok (magyar szinkronos rajzfilmekben kiejtve: "Bigi Boyok", a magyar fordítású Disney-képregényekben a közismertebb: "Kasszafúrók") a Donald kacsa képregényekben szereplő bűnbanda. Carl Barks alkotta meg őket, mint egy vérségi alapon szerveződött bűnözői csoportot, akik folyamatosan azon mesterkednek, hogy kirabolják Dagobert McCsip páncéltermét. Először 1951 novemberében mutatkoztak be a képregények hasábjain, a televízióban pedig 1987-ben.

## A Beagle Boyok a televízióban
Először az 1987-es "Sport Goofy in Soccermania" című rövidfilmben jelentek meg. Itt még mindegyikük ugyanúgy nézett ki és ugyanúgy viselkedtek, viszont az azonosító számuk nem látszódott.
Az 1987-es Kacsamesékben aztán a Beagle Boyok eltérő külsőt és személyiséget kaptak. A leggyakrabban együtt látható trió Bigtime, Burger, és Bicepsz voltak, utóbbit a második évadban egyre többször váltotta fel Baggy. A vezéregyéniség köztük Bigtime olyankor, amikor Beagle mama nem szerepel. Időnként egyiküket-másikukat további karakterek váltják fel, legtöbbször Babapofa, Bankus, vagy Buci – néhány epizódban ez a trió látható, ebben az esetben mindig Bankus a vezér. Időnként megjelennek ritkábban látható fiúk is, mint Beaglebomba vagy Megabyte Beagle. Beagle mama részéről néhány rokonuk is felbukkan időnként, például a csak lányokból álló Beagle Babák.
A karakterek a Darkwing Duckban is tiszteletüket teszik az egyik epizódban, habár csak cameo szerepben.

### Beagle mama
Karakterét a Kacsamesékhez alkották meg, a való életből Ma Barker szolgált mintaként a létrehozásához. Ő a család feje, a hét leggyakrabban megjelenő Beagle Boy anyja. Gyakran csempész be kézigránátot, láncfűrészt, vagy egyéb olyan tárgyakat a börtönbe, amelyekkel könnyűszerrel megszökteti fiait. Ennek ellenére akárhányszor is próbálkoznak,a végén Dagobert McCsip és az unokaöccsei mindig túljárnak az eszükön. Egy ideig azonban (különösen az első évadban) különféle trükkökkel mégis képes arra, hogy elkerülje a letartóztatást. Számára a család az első – kivéve ha neki kell elkerülnie, hogy letartóztassák. Eredeti hangja June Foray volt, a magyar szinkronos változatban pedig Halász Aranka (ritkábban Czigány Judit).

### Az 1987-es Beagle Boyok
| Név             | Azonosító | Eredeti hang   | Magyar hang    | Jellemzés |
| --------------- | --------- | -------------- | -------------- | --------- |
| Bigtime         | 167-671   | Frank Welker   | Harkányi Endre |           |
| Burger          | 761-176   | Chuck McCann   | Huszár László  |           |
| Bicepsz         | 716-167   | Chuck McCann   | Kránitz Lajos  |           |
| Baggy           | 617-716   | Frank Welker   | Kristóf Tibor  |           |
| Bankus          | 671-167   | Peter Cullen   | Csurka László  |           |
| Buci            | 671-761   | Brian Cummings | Végh Péter     |           |
| Babapofa        | 176-167   | Terry McGovern | Kerekes József |           |
| Beaglebomba     |           |                |                |           |
| Megabyte Beagle |           | Frank Welker   |                |           |

## A Beagle fiúk

### 1987-ben
- Beagle mama – A Beagle boyok mamája, mindig visz nekik valami édességet a börtönbe, amibe mindig tesz nekik valamit, amivel aztán kiszabadulnak.
- Beagle – A Beagle boyok vezetője, aki parancsol a többieknek.
- Burger – Beagle segítőtársa, a dagadt, falánk Beagle boy, jó sok édességet szeret enni.
- Baggy – Beagle segítőtársa
- Buci – Beagle segítőtársa
- Bicepsz – Beagle segítőtársa
- Babapofa – Beagle segítőtársa
- Bankus – Beagle segítőtársa

### 2017-ben
- Beagle mama – A Beagle boyok mamája,
- Bigtime – A Beagle boyok vezetője, aki parancsol a többieknek.
- Burger – Bigtime segítőtársa, vékony és csak néha beszél
- Bankus – Bigtime segítőtársa, nagydarab, erőszakos
- Yankees-i zsenik – Rockos Beagle fiúk
- Déjà vuk – Francia Beagle fiúk, azért ez a nevük, mert a Beagli mama háromszor is bemutatja őket
- A 6. utcai kemények – Kegyetlen Beagle fiúk
- A 6. utcai puhányok – Jómódú Beagle fiúk
- Deszkás Taquitok – Gördeszkás Beagle fiúk
- Harley Quinn-ok – Rémisztő bohócos Beagle fiúk
- Ocsmány bukták – Ronda Beagle fiúk

## Fordítás
- Ez a szócikk részben vagy egészben  a   Beagle Boys című angol Wikipédia-szócikk ezen változatának fordításán alapul.  Az eredeti cikk szerkesztőit annak laptörténete sorolja fel. Ez a jelzés csupán a megfogalmazás eredetét és a szerzői jogokat jelzi, nem szolgál a cikkben szereplő információk forrásmegjelöléseként.